# Ramiriquí (ort)
Ramiriquí är en ort i Colombia.   Den ligger i departementet Boyacá, i den centrala delen av landet, 120 km nordost om huvudstaden Bogotá. Ramiriquí ligger 2 308 meter över havet och antalet invånare är 5 039.
Terrängen runt Ramiriquí är huvudsakligen lite bergig. Ramiriquí ligger nere i en dal. Runt Ramiriquí är det glesbefolkat, med 20 invånare per kvadratkilometer. Närmaste större samhälle är Tunja, 15,4 km norr om Ramiriquí. Trakten runt Ramiriquí består i huvudsak av gräsmarker.